# Drsná planina
Drsná planina je československé filmové drama z roku 1980, režiséra a scenáristy Jaroslava Soukupa.

## Synopse
Film zobrazuje skupinu příslušníků pohraniční stráže. Skupina řeší vražedné útoky, konané utíkajícími lidmi přes hranice. Děj se odehrává v poválečné době.

## Obsazení
- Jiří Bartoška jako četař Láďa Vršecký
- Ivan Vyskočil jako desátník Ruda Morávek
- Ladislav Potměšil jako desátník Standa Vejvoda
- Zdeněk Maryška jako četař Pelák
- Marcel Vašinka jako desátník Albrecht
- Jan Řeřicha jako desátník Štochl
- Jiří Lábus jako desátník a kuchař Karlíček
- Josef Nechutný jako desátník Čížek
- Jan Kraus jako desátník Augusta
- Miroslav Zounar jako štábní strážmistr Pavlík
- Zdeněk Kutil jako velitel Havelka
- Zuzana Geislerová jako Věra
- Zlata Adamovská jako Martina
- Jiří Tomek jako předseda správní komise Kindl
- Dušan Blaškovič jako polesný Bayer

a další...